# 泰尔斯詹斯基·厄登
泰尔斯詹斯基·厄登（匈牙利語：Tersztyánszky Ödön，1890年3月6日—1929年6月21日），匈牙利男子击剑运动员。他曾参加1924年和1928年夏季奥运会击剑比赛，共获得2枚金牌。
1929年，泰尔斯詹斯基在布达佩斯郊外的一场车祸中丧生。